# Sara Saliba
Sara Saliba (26 marzo 2007) è una calciatrice maltese, attaccante dello Swieqi United e della nazionale maltese.

## Carriera

### Club
Saliba è cresciuta calcisticamente nel vivaio del Birkirkara, con cui ha esordito in prima squadra nel 2021. Durante la stagione 2022-2023, contribuisce con 12 reti complessive alla vittoria del campionato e della Supercoppa maltese da parte del club giallorosso, venendo anche nominata miglior giocatrice giovane del primo torneo.
Il 14 agosto 2023, passa a titolo definitivo al Pomigliano, in Serie A. Tuttavia, decide di far ritorno al Birkirkara dopo alcuni mesi. Lungo l'annata 2023-2024, contribuisce al treble della squadra maltese, capace di vincere nuovamente il campionato, ma anche la Supercoppa e la coppa nazionale.
Il 16 agosto 2024, viene ingaggiata a titolo definitivo dal Milan, di nuovo in Serie A, con cui firma un contratto biennale; viene inizialmente assegnata alla formazione Primavera del club rossonero.

### Nazionale
Dopo aver rappresentato Malta a diversi livelli giovanili, nel maggio del 2024 Saliba ha ricevuto la sua prima convocazione in nazionale maggiore dalla CT Manuela Tesse, in vista di due partite amichevoli contro la Bosnia ed Erzegovina.
Il 16 luglio 2024, a 17 anni, fa il suo esordio con la nazionale maltese, subentrando a Maya Lucia al 72° minuto dell'incontro delle qualificazioni agli Europei del 2025 con il Portogallo, perso per 3-1.

## Statistiche

### Cronologia presenze e reti in nazionale
| Cronologia completa delle presenze e delle reti in nazionale ― Malta | Cronologia completa delle presenze e delle reti in nazionale ― Malta | Cronologia completa delle presenze e delle reti in nazionale ― Malta | Cronologia completa delle presenze e delle reti in nazionale ― Malta | Cronologia completa delle presenze e delle reti in nazionale ― Malta | Cronologia completa delle presenze e delle reti in nazionale ― Malta | Cronologia completa delle presenze e delle reti in nazionale ― Malta | Cronologia completa delle presenze e delle reti in nazionale ― Malta |
| Data                                                                 | Città                                                                | In casa                                                              | Risultato                                                            | Ospiti                                                               | Competizione                                                         | Reti                                                                 | Note                                                                 |
| -------------------------------------------------------------------- | -------------------------------------------------------------------- | -------------------------------------------------------------------- | -------------------------------------------------------------------- | -------------------------------------------------------------------- | -------------------------------------------------------------------- | -------------------------------------------------------------------- | -------------------------------------------------------------------- |
| 16-7-2024                                                            | Leiria                                                               | Portogallo                                                           | 3 – 1                                                                | Malta                                                                | Qual. Euro 2025                                                      | -                                                                    | 72’                                                                  |
| Totale                                                               |                                                                      | Presenze                                                             | 1                                                                    |                                                                      | Reti                                                                 | 0                                                                    |                                                                      |

## Palmarès

### Club
- Campionato maltese: 2

Birkirkara: 2022-2023, 2023-2024
- Coppa di Malta: 1

Birkirkara: 2023-2024
- Supercoppa di Malta: 2

Birkirkara: 2022, 2023